# Къща на улица „Кочо Рацин“ № 9
Къщата на улица „Кочо Рацин“ № 9 (на македонска литературна норма: Куќа на улица „Кочо Рацин“ бр. 9) е възрожденска къща в град Берово, Северна Македония. Сградата е обявена за значимо културно наследство на Северна Македония.

## Архитектура
Сградата е типичен пример за традиционната архитектура от средата на XIX век. Симетрична е и по вертикалата и по хоризонталата. Има централен трем в приземието. Вдясно от трема се влиза в помещение за преработка на вълна, тъкане и предене, а през лятото за обработка на селскостопанската продукция. Прозорецът е с няколко метални вертикални и една хоризонтална решетка от ковано желязо. От трема през дървена врата се влиза в затворен пруст с единично стълбище, което води на етажа в затворен чардак. От това помещение се влиза в по-малко за съхраняване на брашно и месене на хляб. В него има мивка и оригинална канализация, остатъци от вградена мансарда и долапи. Вляво от трема е кухнята с огнище за готвене, а от нея се влиза в килера. Подовете в приземието са с каменни плочи.
На етажа чардака е в центъра и на предната фасада излиза еркерно над приземието, а отзад има директен вход от терена през дървена врата. На еркера има два прозореца, а във вътрешността миндер. Отляво на еркера по-късно е изграден балкон. От двете страни на чардака има по две помещения. Левите са гостна и зимна дневна с огнище, а десните са спални с мангали. Стаите нямат долапи, а постелките се пазят в дървени ракли. Освен кревати имат и полици по стените на височина 1,8 – 1,9 m.
Къщата е с паянтова конструкция от печени тухли, измазана и отвън и от вътре с глина със слама. Междуетажната и таванската конструкция е от дървени греди, а подовете са дюшаме. Покривът е с плитки турски керемиди. Къщата има и два оджака – един отстрани и един отзад, иззидани по същия начин като стените. Прозорците на задната фасада имат решетки от ковано желязо и дървени капаци. Фасадите са варосани.